# Tamo gde zveri prođu
Tamo gde zveri prođu je 12. epizoda stripa Poručnik Tara. Epizoda je imala 20 strana. Epizodu je nacrtao Bane Kerac, a scenario napisao Svetozar Obradović. Epizoda je nastala u jesen 1976. godine. (U epizodi se pojavljuju datumi 05.10.1976. na str. 12. i 14.10.1976. na poslednjoj stranici.)

## Kratak sadržaj
Epizoda je direktan nastavak prethodne epizode Bumbareva banda, u kojoj partizani uspevaju da uhvate zloglasnu Bumbarevu četničku bandu.  (Zloglasnost po zverstvu obeležena je slovom Z, koju članovi nose na košuljama. Slovo može da označava formacije crne trojke, ali i "zaklati".) Banda je smeštena u selu zajedno sa partizanskim logorom. U sred noći, Siniša Jelić oslobađa celu bandu. (Kasnije saznajemo da je Bumbar Sinšin otac.) Bumbar obećava sinu da će se povući i više neće ratovati, ali čim su oslobođeni, četnici masakriraju Male poljane, obližnje selo. Tara i Zeka kreću da traže Bumbara, ali saznaju da ih je Siniša preduhitrio. Četnici zarobe Taru, koji prisustvuju svađi Siniše i Bumbara. U opštoj pometnji, Siniša i Bumbar pucaju jedan na drugog i obojica ginu.

## Značaj epizode
Epizoda naglasak stavlja na prisilnu stranu rata u kojoj otac i sin moraju da pucaju jedan na drugog.

## Reprize
Epizoda je reprizno objavljena u magazinu Vojvođanski strip, br. 1. u avgustu 2015. god.